# Bathytormus acuminata
Bathytormus acuminata is een tweekleppigensoort uit de familie van de Crassatellidae. De wetenschappelijke naam van de soort is voor het eerst geldig gepubliceerd in 1886 door Kobelt.